# Pesca a legering

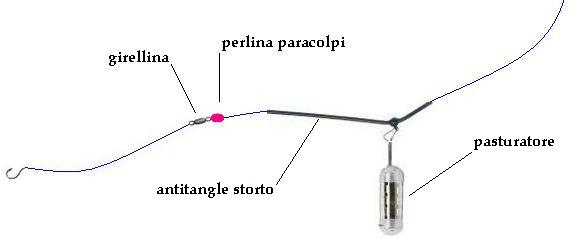
Lenza per legering

Il legering o ledgering è una tecnica di pesca nata alla fine degli anni sessanta in Inghilterra.  Il suo grande successo è dovuto al fatto di poter essere praticata ovunque, è una via di mezzo fra il surfcasting leggero, e la pesca a fondo medio-leggera con canne ad azione di punta, di lunghezza che varia da 3,30 a 5 m, con vettini intercambiabili (sottile, medio e  grosso) in base al tipo di pesca e al luogo dove la si effettua. Tecnica elementare con risultati soddisfacenti, basata essenzialmente sull'utilizzo di attrezzature leggere e terminali sottili, il legering, mira alla cattura di prede con fondali melmosi, dove i pesci si alimentano cercando sul fondo il loro nutrimento, come cale, insenature, porti, fiumi, laghi e laghetti artificiali. La pesca a legering si pratica con il pasturatore. In commercio esistono dei prodotti specifici (antitangle storti), i quali hanno come attacco dei moschettoni, dove si possono mettere dei piombi con girelle o pasturatori. Uno dei lati più interessanti e affascinanti della pesca a legering è la necessità di utilizzare dei terminali di diametro molto sottile (0,08 0,10 0,12) e lunghi dai 70 cm ai 2 m, con ami piccolissimi (20/14), per conferire massima naturalezza e libertà di movimento all'esca, il che obbliga ad un grande impegno tecnico per riuscire a salpare le prede. I mulinelli saranno di media grandezza non molto veloci, ma capaci di un recupero senza sforzo, caricati con circa 200 m di un buon 0,18/20. La pasturazione sarà a base di bigattini, o mischiato a della pastura di fondo, inserito nel pasturatore se si usano questi, oppure lanciando con della fionda delle palle se si utilizzano piombi. Da notare che il pasturatore si svuota molto velocemente pertanto, dopo aver pasturato inizialmente è consigliato metterci del nastro adesivo intorno liberando solo qualche buco, affinché i pesci non si sfamino facilmente.
Legering all'inglese. La stessa montatura la si applica al galleggiante, basta togliere il piombo dal pasturatore e tarare il galleggiante inserendo nel pasturatore qualche grammo in meno di piombo (i bigattini fungeranno anche loro da peso) pescando con l'amo sollevato dal fondo di qualche cm.